# Aspergeur cosmique

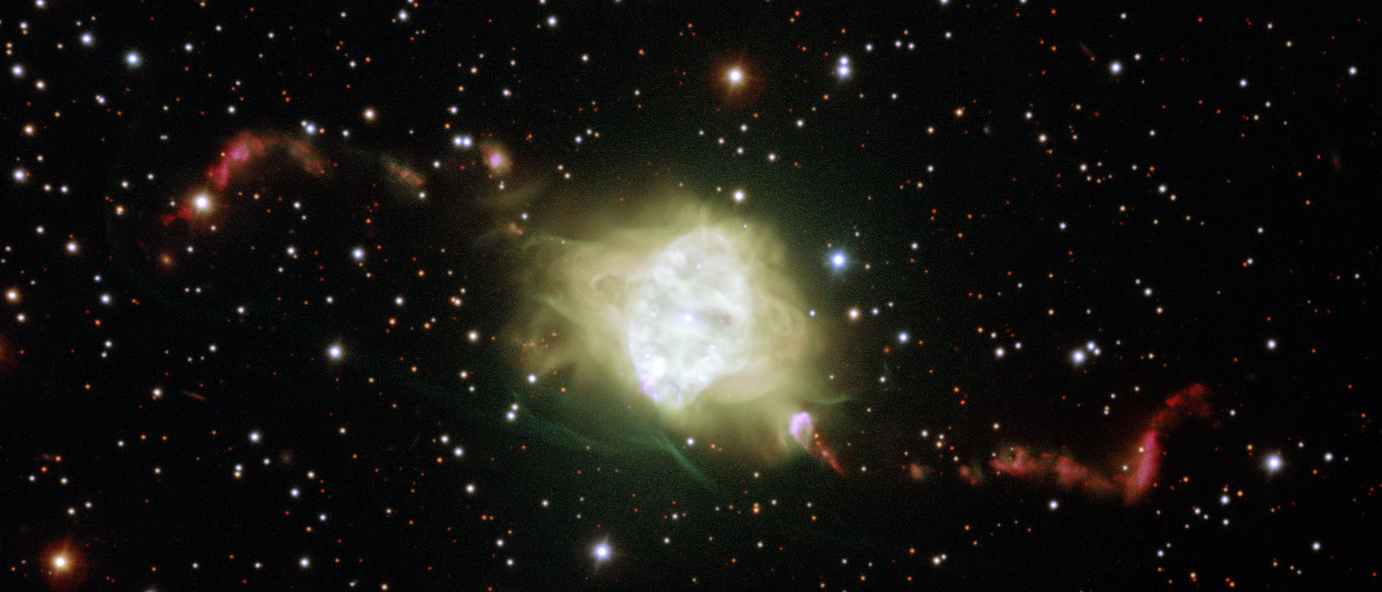
Fleming 1, premier aspergeur cosmique détecté.

Un aspergeur cosmique est un type d'étoile binaire qui expulse d'importants jets de matière à ses pôles. Découverts en novembre 2012 par une équipe de chercheurs de l'Observatoire européen austral (ESO), ces objets célestes sont encore peu connus.

## Découverte
En novembre 2012, une équipe de recherche menée par Henri Boffin publie un article dans Science exposant la découverte d'une paire d'étoiles qui sont en orbite mutuelle et qui se retrouvent au centre d'une nébuleuse planétaire. En combinant de nouvelles observations de Fleming 1 effectuées par le Very Large Telescope (VLT) avec des simulations numériques déjà existantes pour cette nébuleuse, les chercheurs ont établi un modèle permettant d'expliquer les former atypiques de l'objet.
La combinaison de toutes les informations (anciennes et nouvelles) a mené à la découverte de la très grande proximité de la paire d'étoiles située au cœur de la nébuleuse. Selon le coauteur Brent Miszalski, « Il s'agit là du cas le plus abouti d'un système binaire central pour lequel les simulations ont correctement prévu le dessin de la nébuleuse environnante – et de manière véritablement spectaculaire ».
En étudiant la lumière en provenance de l'étoile centrale à l'aide du FOcal Reducer and low dispersion Spectrograph (FORS) du VLT, l'équipe à découvert que Fleming 1 regroupe deux naines blanches en son centre et qu'elles accomplissent un tour en seulement un ou deux jours. Cette analyse a permis de déterminer les mouvements, la température ainsi que la composition chimique de l'objet central. Les chercheurs ont constaté que la luminosité est presque constante lors de la rotation des étoiles, ce qui leur a permis de conclure qu'ils avaient affaire à une paire de naines blanches, qui est rare. De plus, ces informations ont permis d'estimer que les étoiles primaire et secondaire ont une masse équivalente, soit environ 0,65 et 0,85 ± 0,15 masse solaire.

## Jets de précession

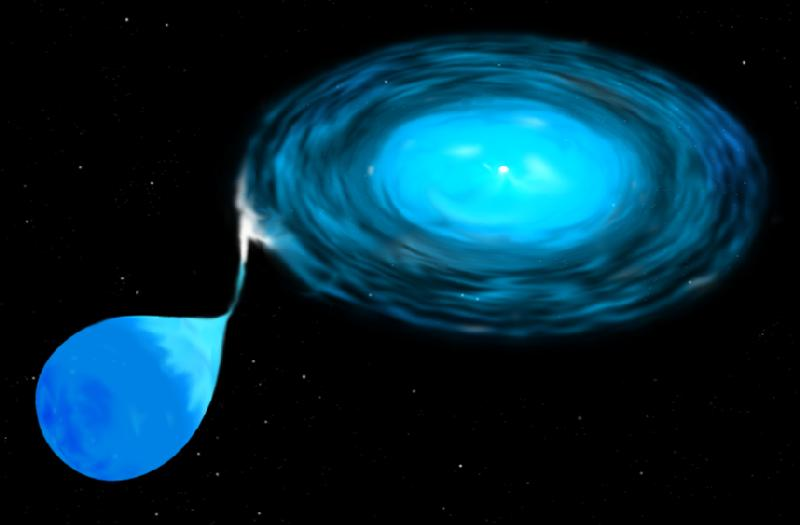
Vue artistique d'un disque d'accrétion d'une binaire à contact.

Normalement, les jets de précession d'une nébuleuse planétaire proviendraient d'un disque d'accrétion créé par rotation ou par un mécanisme magnétique quelconque. Dans le cas des nébuleuses planétaires comme Fleming 1, la présence du système binaire, de type binaire en contact, pourrait expliquer la forme en « S » de ces jets.